# Evangelos Marinakis

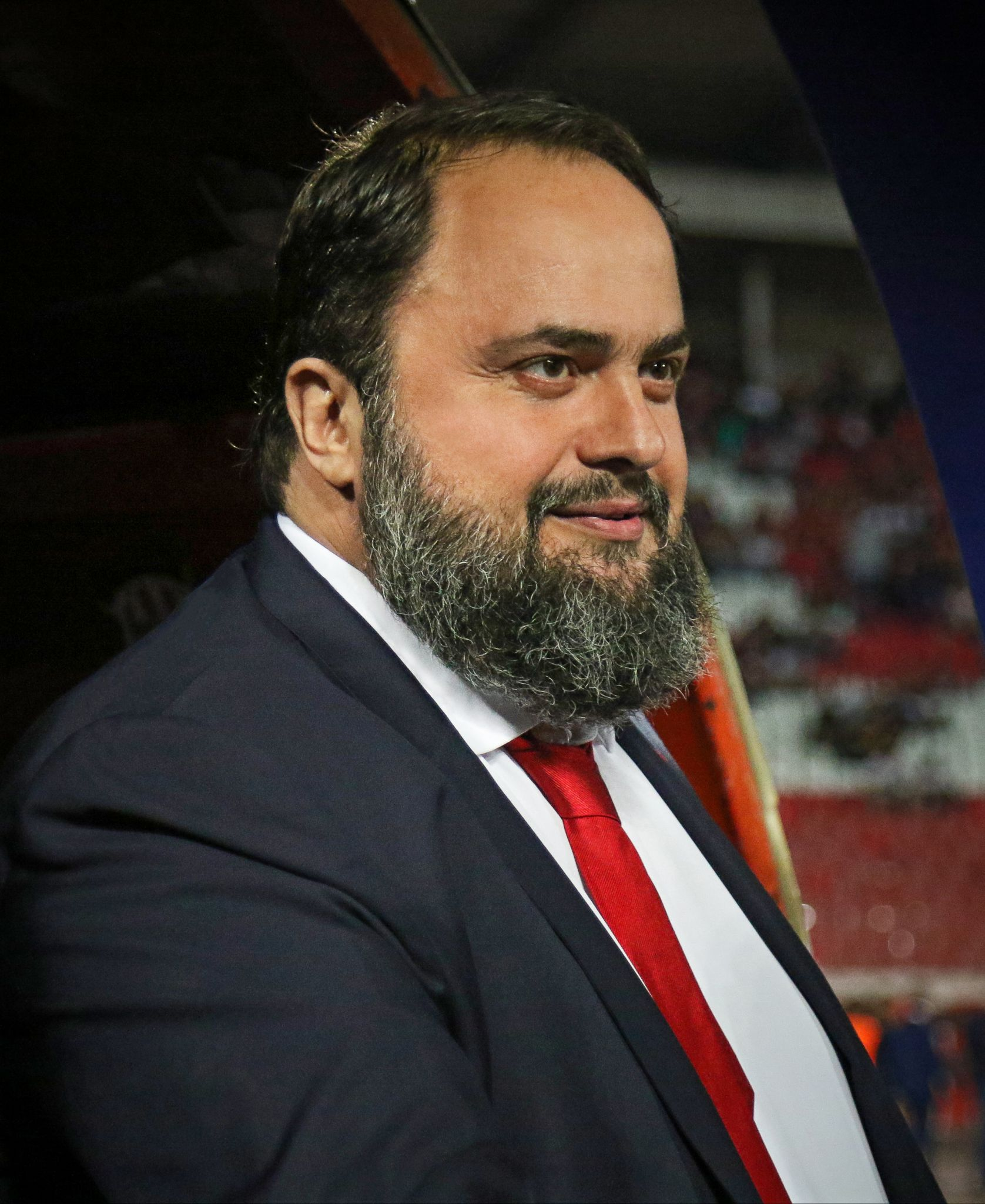
Evangelos Marinakis, 2021

Evangelos Marinakis (* 30. Juli 1967) ist ein griechischer Reeder und Fußballfunktionär.

## Leben
Seine Eltern waren der Reeder und Abgeordnete Miltiadis Marinakis und Eirini Karakatsani, einer Pontos-Griechin, die von der Familie Ypsilantis abstammt. Marinakis ist verheiratet und hat drei Kinder.

## Unternehmen
Nach einem Studium in London wurde Marinakis wie sein Vater ebenfalls als Reeder tätig und ist Eigentümer der Capital Product Partners LP und der Capital Maritime & Trading Corp.
2010 übernahm er vom griechischen Unternehmer Sokratis Kokkalis 67 % der Anteile an Olympiakos Piräus für 50 Millionen Euro. 2017 wurde Marinakis Eigentümer des englischen Traditionsvereins Nottingham Forest. 2023 stieg er beim portugiesischen Fußballverein Rio Ave FC ein.